# Buster Howes
F. H. R. Howes CB, OBE, (bolje znan kot Buster Howes), britanski general, * 22. marec 1960, Newcastle, Anglija, Združeno kraljestvo.
Med februarjem 2010 in decembrom 2011 je bil komandant general Kraljevih marincev s činom generalmajorja. 
Med junijem 2010 in avgustom 2011 je bil poveljnik vojaške operacije Evropske unije Atalanta v boju proti somalijskim piratom.